# Equipo para transporte de cargas livianas

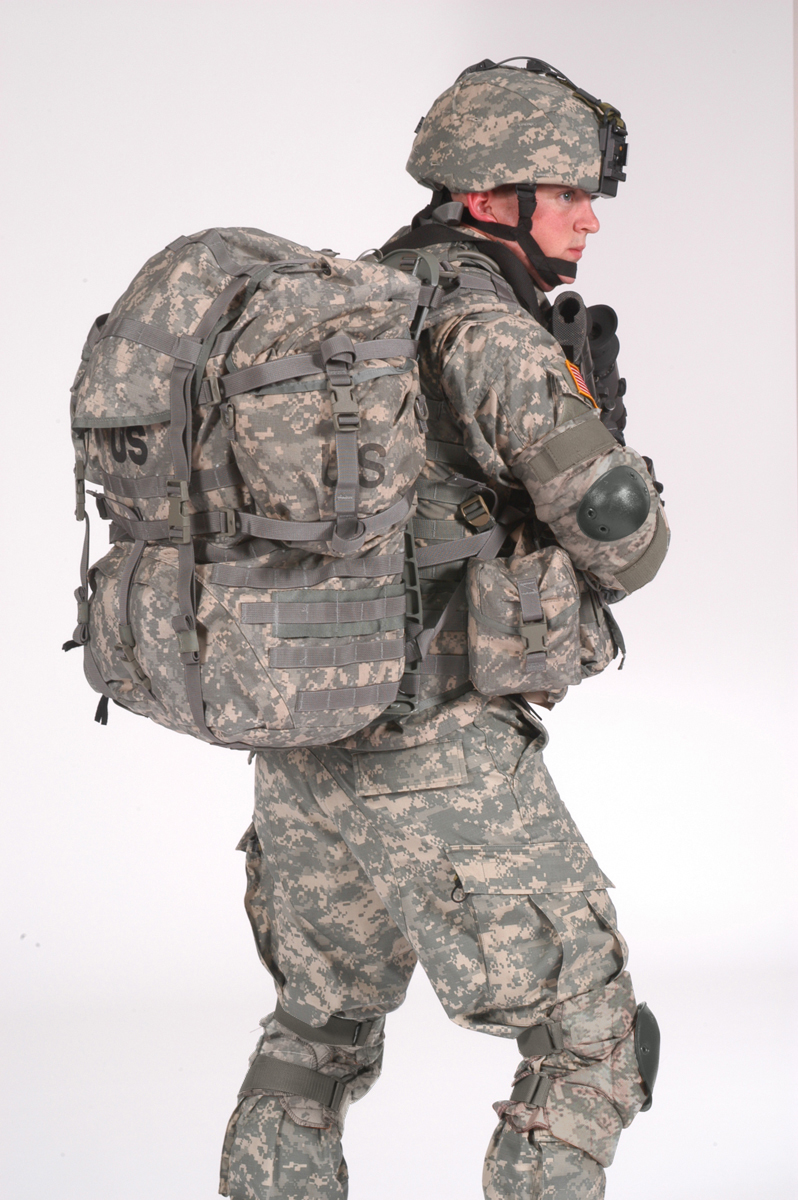
Un soldado del ejército de EE. UU. con equipo MOLLE patrón de camuflaje universal.

El equipo para transporte de cargas livianas, o MOLLE (por sus siglas en inglés) es un portador de equipos de transporte de carga utilizados por varias fuerzas armadas de la OTAN, especialmente el Ejército británico y el Ejército de los Estados Unidos desde fines de la década de 1990. MOLLE utiliza correas del sistema de escalera de sujeción de bolsas (PALS), filas de nailon resistente cosidas al equipo, para sujetar el equipo. Este método se ha utilizado en equipos civiles y, como resultado, el término MOLLE se utiliza fuera del ámbito militar para las correas tipo PALS.
La modularidad del sistema resulta de que el PALS permite la conexión de varias bolsas y accesorios compatibles. Este método de fijación se ha convertido en un estándar de facto para el equipo táctico modular, reemplazando al sistema de equipo de transporte individual liviano multipropósito (ALICE) utilizado en los primeros sistemas de chalecos modulares, que todavía se usa en muchas fuerzas policiales.

## Historia
Incluso antes de la introducción de MOLLE, se había desarrollado un sistema ligero de equipos de transporte de carga. Conocido como Sistema de Combate Individual Integrado (IIFS) y también LBV-88, fue pensado para reemplazar al antiguo Equipo de Transporte Individual Ligero para Uso Múltiple (ALICE). El IIFS tiene sus raíces en los chalecos utilizados por los SEALS de la Marina de Estados Unidos y otras fuerzas de operaciones especiales en Vietnam. Desarrollado en Natick, consistía en el chaleco táctico individual de carga (ITLBV) y el paquete de campo, grande, con marco interno (FPLIF). Para su uso en el sistema se adoptó una versión modificada del paquete de campaña de combate del antiguo Equipo de Transporte de Carga Modernizado (MLCE) M1967 de la era de Vietnam. Denominado Paquete de Patrulla de Combate, en realidad se utilizó como paquete de tres días para fines de entrenamiento. El IIFS fue concebido para reemplazar al sistema ALICE en unidades de infantería, aunque también estaba previsto que ALICE se utilizara en la mayoría de las demás. Unido al chaleco había cuatro bolsillos para munición con capacidad para cargadores de 30 balas para el fusil M16. Aunque el IIFS no cumplió con el propósito esperado, sentó las bases para futuros equipos.
MOLLE se desarrolló en los laboratorios Natick a mediados de la década de 1990, tras la introducción del IIFS. Los líderes del ejército creían que el sistema PALS presentaba ahora una oportunidad para cambiar por completo la forma en que se fabricaba el equipo. Fue concebido como un sistema más ligero y duradero para transportar equipos y aligerar la carga del soldado. El sistema MOLLE se introdujo en 1997, pero no tuvo problemas generalizados hasta después de los atentados del 11 de septiembre de 2001, y fue utilizado por las tropas estadounidenses que servían en Afganistán e Irak. Las primeras críticas al sistema MOLLE surgieron, particularmente por parte del Ejército. Muchas de estas críticas se han centrado en el paquete de carga de soporte y el marco, debido a que el marco de plástico externo es demasiado frágil y está sujeto a romperse en el campo (problema que ya se ha mitigado), que las cremalleras tienen una tendencia a reventar cuando están completamente llenas y que las correas del paquete carecen de la longitud suficiente para usarse con armadura corporal voluminosa. La primera generación de este sistema utilizaba una articulación esférica entre el marco y el cinturón de la mochila (que a su vez formaba el cinturón del chaleco MOLLE). Este método provocó numerosas lesiones en la zona lumbar debido a que la bola (montada en el marco) no encajaba en el cinturón y lastimaba el cuerpo del usuario. El rediseño posterior del SDS MOLLE condujo a la eliminación de esta característica y el chaleco (FLC) y la mochila/marco se convirtieron en elementos separados no integrales.

## Diseño

Patrón para rejillas de correas PALS, que se basan en 25 mm de cinta ancha con 38 mm de espacio entre cada punto de costura.

El término MOLLE se utiliza técnicamente solo para describir el sistema específico fabricado por Specialty Defense Systems, pero también se usa de manera informal de manera intercambiable para describir de manera genérica todos los sistemas y subsistemas de soporte de carga que utilizan la cinta tejida PALS (Sistema de escalera de fijación de bolsas) para la fijación modular de bolsas (aunque PALS es propiedad de Natick Labs, la mayoría usa MOLLE y PALS indistintamente). También se han desarrollado derivados basados en el método de fijación MOLLE (como el sistema de clip Tactical Tailor MALICE). Cualquier sistema que utilice métodos de fijación modulares y que se pueda utilizar con componentes MOLLE de uso general en EE. UU. a menudo se considera "compatible con MOLLE" o se denomina sistema "MOLLE". Cada vez más, los fabricantes no militares están incorporando PALS en equipos para exteriores.
Existen tres métodos principales de fijación en el contexto del sistema MOLLE. El primero es el "Natick Snap", que emplea una correa de cincha reforzada con polietileno y un cierre a presión denominado "pushthedot" para garantizar la seguridad. El segundo es el clip de polímero "Malice", creado por Tactical Tailor como una alternativa al sistema Natick Snap; este clip se entrelaza de manera similar, pero se cierra de forma semipermanente, lo que requiere el uso de un destornillador o un objeto con punta plana para su desenganche. Por último, se encuentran diversos accesorios que pertenecen a la categoría "Weave & Tuck", donde el extremo de una correa entrelazada se introduce en la parte posterior de un artículo tras haberlo fijado a un chaleco o mochila, como es el caso del accesorio híbrido SofStrap de Paraclete y Spec Ops Brand.
La cuadrícula PALS está compuesta por filas horizontales de cinta de 25 mm, separadas por una distancia de 25 mm y ancladas al soporte a intervalos de 40 mm (1,5 pulgadas). Las puntadas están espaciadas 38 mm de distancia, con un rango de 35–40 mm generalmente se considera aceptable en la práctica.[cita requerida]

## Componentes
Panel de asalto táctico
El Panel de Asalto Táctico (TAP) reemplaza al portador de carga de combate (FLC). Es un chaleco tipo peto que se puede usar solo o montado en el chaleco táctico exterior mejorado (IOTV) o en el sistema de transporte de placas de soldado. El TAP está cubierto con correas PALS y tiene capacidad para almacenar hasta ocho cargadores de rifle (seis cargadores de 5,56 + dos cargadores de 7,62 OTAN u ocho cargadores de 5,56).
Paquete de asalto
Assault Pack es una mochila con 2000 pulgadas cúbicas (32 litros) de espacio de almacenamiento.
Mochila mediana
La mochila mediana es una mochila con marco externo y 3000 pulgadas cúbicas (50 litros) de espacio de almacenamiento. Está diseñado para usarse sobre un chaleco antibalas y soporta cargas de hasta 60 libras. Cuenta con un gran compartimento principal con divisores internos para artículos como el sistema de hidratación, proyectiles de mortero de 60 mm, junto con un arnés para radios ASIP. Fuera del compartimento principal se encuentran dos compartimentos más pequeños. La mochila está adornada con correas PALS.
Mochila grande
La Large Rucksack es una mochila con marco externo y 4000 pulgadas cúbicas (65 L) de espacio de almacenamiento. Cuenta con un gran compartimento principal con un divisor interno entre la mitad superior e inferior para organizar las cargas. Está cubierto con correas PALS y correas ALICE en el costado para sostener elementos antiguos como la bolsa para cantimplora de 2 cuartos. Es altamente ajustable para mayor comodidad y distribución de la carga.
Bolsa de hidratación
Plástico 3 litros bolsa de hidratación para complementar los 1 USqt (0,9 L) y 5 USqt (4,7 L) cantimploras para hidratarse en movimiento.
Bolsas modulares
Bolsas de diversas utilidades que se pueden colocar en cualquier lugar donde existan correas PALS. Un tipo es una "bolsa de apoyo", que contiene tres MRE. Las diversas bolsas MOLLE se utilizan comúnmente para transportar municiones, máscaras de gas, porras, bengalas, granadas, cantimploras, esposas y gas pimienta, y las bolsas personalizadas incluyen soportes para pistolas compatibles con PALS, bolsas de hidratación y bolsas de uso general. Estas bolsas normalmente se aseguran mediante el uso de correas, clips Alice o clips rápidos.